# Gongylidium
Gongylidium Menge, 1868 è un genere di ragni appartenente alla famiglia Linyphiidae.

## Distribuzione
Le cinque specie oggi attribuite a questo genere sono state reperite nella regione paleartica: la specie dall'areale più vasto è la G. rufipes, reperita in varie località dell'intera regione.
In Italia è presente la G. soror, rinvenuta in alcune località dell'intera penisola.

## Tassonomia
La specie tipo è una delle pochissime specie di ragni in origine classificate da Linneo.
A dicembre 2011, si compone di cinque specie:
- Gongylidium baltoroi Caporiacco, 1935 — Karakorum
- Gongylidium gebhardti Kolosváry, 1934 — Ungheria
- Gongylidium rufipes (Linnaeus, 1758)[4] — Regione paleartica
- Gongylidium rugulosum Song & Li, 2010[5] — Cina
- Gongylidium soror Thaler, 1993 — Italia

### Specie trasferite
Genere dalle peculiarità non ancora ben caratterizzate; ne è prova l'elevato, in proporzione, numero di specie trasferite ad altri generi, tutti diversi fra loro:
- Gongylidium clavum Zhu & Wen, 1980; trasferita al genere Eskovina Koçak & Kemal, 2006.
- Gongylidium crassipalpe Caporiacco, 1935; trasferita al genere Collinsia O. P.-Cambridge, 1913.
- Gongylidium macrochelis Emerton, 1917; trasferita al genere Porrhomma Simon, 1884.
- Gongylidium nigriceps Kulczyński, 1916; trasferita al genere Tmeticus Menge, 1868.
- Gongylidium septentrionale Kulczynski, 1908; trasferita al genere Hybauchenidium Holm, 1973.